# جورجينا تشابمان
جورجينا روز تشابمان (بالإنجليزية: Georgina Chapman)‏ (ولدت في 14 أبريل 1976) مصممة أزياء وممثلة إنجليزية، المؤسس المشارك للعلامة الأزياء مارشيزا ظهرت في برامجٍ تلفزيونيةٍ عديدة وأفلامٍ مختلفة، وفي عام 2004، أطلقت النجمة وكريغ مجموعة ماركيزا، التي سميت على اسم «مركيزا لويزا كاساتي». تشمل هذه العلامة التجارية المستثمرين: «جوزيب يسبريني» و«ستيفن س. ويتكوف».

## نشأتها
ولدت «جورجينا» 14 أبريل 1976، في مدينة لندن بانجلترا، وهي ابنة الصحفية كارولين ونفر وبريان تشابمان، وهو رجل أعمال ومليونير وصاحب شركة «بيركول» للبن الطبيعي، نشأت في مدينة ريتشموند غرب لندن، وفي العشرين من عمرها عملت كعارضة أزياء لإعلانات متنوعة.
التقت جورجينا بشريكها المستقبلي «كيرين كريغ»، بينما كانا كلاهما طلابًا في كلية «تشيلسي» للفنون والتصميم، تخرجت من مدرسة «ويمبلدون» للفنون في 2001، وبدأت حياتها المهنية كمصممة أزياء بعد التخرجها.

## روابط خارجية
- جورجينا تشابمان على موقع IMDb (الإنجليزية)
- جورجينا تشابمان على موقع ألو سيني (الفرنسية)
- جورجينا تشابمان على موقع أول موفي (الإنجليزية)
- جورجينا تشابمان على موقع قاعدة بيانات الأفلام السويدية (السويدية)
- جورجينا تشابمان على موقع قاعدة بيانات الفيلم (الإنجليزية)
- جورجينا تشابمان على موقع كينوبويسك (الروسية)
- Telegraph Fashion interview: Georgina Chapman: designer to the stars
- هاربر بازار interview: Chapman's Style Secrets
- MARCHESA